# The Boy Who Cried Wolf (альбом Passenger)
The Boy Who Cried Wolf — восьмий студійний альбом англійського співака і автора пісень Passenger, представлений 28 липня 2017 року під лейблом Black Crow Records. Платівка посіла 5-е місце в британському чарті.

## Сингли
«Simple Song» і «The Boy Who Cried Wolf» були випущені як провідні сингли альбому 26 липня 2017 року . «Simple Song» не увійшла до основного чарту Нової Зеландії, але досягла 9-го місця в чарті Heatseekers Singles Chart.

## Список пісень
| #   | Назва                    | Тривалість |
| --- | ------------------------ | ---------- |
| 1.  | «Simple Song»            | 3:48       |
| 2.  | «Sweet Louise»           | 3:56       |
| 3.  | «The Boy Who Cried Wolf» | 3:16       |
| 4.  | «Walls»                  | 3:41       |
| 5.  | «Setting Suns»           | 4:17       |
| 6.  | «And I Love Her»         | 2:42       |
| 7.  | «Someday»                | 4:07       |
| 8.  | «In the End»             | 3:04       |
| 9.  | «Thunder and Lightning»  | 1:44       |
| 10. | «Lanterns»               | 5:01       |

## Чарти
| Чарт (2017)                                  | Найвища позиція |
| -------------------------------------------- | --------------- |
| Австралія Australian Albums (ARIA)           | 6               |
| Бельгія Belgian Albums (Ultratop Flanders)   | 70              |
| Бельгія Belgian Albums (Ultratop Wallonia)   | 149             |
| Канада Canadian Albums (Billboard)           | 30              |
| Нідерланди Dutch Albums (MegaCharts)         | 16              |
| Ірландія Irish Albums (IRMA)                 | 30              |
| New Zealand Albums (RMNZ)                    | 18              |
| Норвегія Norwegian Albums (VG-lista)         | 28              |
| Шотландія Scottish Albums (OCC)              | 4               |
| Швейцарія Swiss Albums (Schweizer Hitparade) | 12              |
| Велика Британія UK Albums (OCC)              | 5               |
| США Independent Albums (Billboard)           | 11              |

## Історія випуску
| Регіон          | Дата               | Лейбл              | Формат                             |
| --------------- | ------------------ | ------------------ | ---------------------------------- |
| Велика Британія | 28 липня 2017 року | Black Crow Records | Цифрове завантаження, компакт-диск |